# Léonce Pingaud
Léonce Pingaud (1841-1923) est un professeur d'histoire à la Faculté des lettres de Besançon et correspondant de l'Institut.

## Biographie
Né à Dijon, le 11 novembre 1841, il étudie au lycée de Dijon puis au collège Saint François-Xavier de Besançon, dirigé par Louis Besson, qui enseigne aussi l'histoire. En 1862, il est admis à l'École normale supérieure. Il se lie d'amitié avec Théodule Ribot.
Il publie, sous le pseudonyme de Pierre Philibert, des recueils de sonnets entre 1893 et 1901 : En Suisse et A travers les temps.
Agrégé d'histoire, Léonce Pingaud enseigne aux lycées de Chateauroux, Saint-Brieuc et Nancy. Il est nommé à l'université de Besançon en 1874 et il y enseigne, jusqu'en 1911. En 1914, il travaille comme bénévole à la Bibliothèque municipale de Besançon. Il décède de maladie à Ornans, le 22 septembre 1923, à l'âge de 82 ans.

## Publications
- F. Petrarchae Africa quam recensuit, praefatione, notis et appendicibus illustravit L. Pingaud, scholae normalis olim alumnus, Parisiis, apud Ernest Thorin editorem, via dicta de Medicis, 1872.
- Les Saulx-Tavanes, Paris, Librairie de Firmin Didot et Cie, 1876
- Béatrix de Cusance, princesse de Cantecroix (1614-1663), Besançon : Impr. Dodivers et cie, 1876
- Le prince Charles-Henri de Vaudémont. (1649-1723), Besançon : impr. de Dodivers, 1879
- Les Français en Russie et les Russes en France, Paris : Perrin, 1886
- Choiseul-Gouffier, La France en Orient sous Louis XVI (1887)
- Auguste Castan, sa vie, son œuvre (1833-1892), Besançon : impr. de J. Dodivers, 1896
- Saint Pierre Fourier, Paris : V. Lecoffre, 1898
- Bernadotte, Napoléon et les Bourbons 1797–1844, Paris : Plon-Nourrit et Cie, 1901
- Notice sur Alfred Nicolas Rambaud (1842-1905) [Texte imprimé], Besançon : impr. Jacquin , 1906
- Jean de Bry (1760–1835). Le congrès de Rastatt. Une préfecture sous le premier empire (1909)
- La jeunesse de Charles Nodier (1915)
- Charles Weiss, Lettres de Charles Weiss à Charles Nodier, publiées par Léonce Pingaud (1889)
- Charles Weiss, Journal d'un Bisontin pendant l'année 1815, publié par Léonce Pingaud (1903)